# Patricia Orantes
Ana Patricia Orantes Thomas (Ciudad de Guatemala, 20 de enero de 1969) es una política y bióloga guatemalteca. Miembro y cofundadora del partido Semilla, se desempeña como ministra de Ambiente y Recursos Naturales de Guatemala desde abril de 2024. Además, fue diputada al Congreso de la República por Listado Nacional brevemente en 2024, fue electa en las elecciones generales de 2023.

## Biografía
Orantes nació en la ciudad de Guatemala, hija de Megan Thomas, antropóloga estadounidense y de José Alejandro Orantes Martínez, comerciante guatemalteco. Es licenciada en Biología por la Universidad de San Carlos de Guatemala; con una maestría en Políticas Públicas de Desarrollo en Duke Center for International Developmentde la Universidad Duke, Estados Unidos; y estudios de posgrado en administración pública en la Universidad de Potsdam, Alemania. Entre 2004 y 2006 fue secretaria técnica del Gabinete Social, y entre 2006 y 2008 fue titular de la Secretaría de Planificación y Programación de la Presidencia. Durante este período le fue otorgada la Orden del Mérito Civil por parte del Rey Juan Carlos I de España.
Ha sido miembro o ha laborado con organizaciones ambientales como la Fundación Solar, Fundación Defensores de la Naturaleza y Rainforest Alliance. También trabajó como asesora en temas de desarrollo comunitario, rural y sostenible para organismos internacionales como el Banco Mundial, el Programa de las Naciones Unidas para el Desarrollo, la Comisión Económica para América Latina y el Caribe y la Agencia de los Estados Unidos para el Desarrollo Internacional.
Orantes es cofundadora del partido político Movimiento Semilla y ha ocupado cargos dentro de su dirigencia. Fue integrante del Comité Ejecutivo Nacional, ocupando inicialmente el cargo de Secretaria Nacional de Organización y en un segundo periodo el de Secretaria Nacional de Programa Político. Luego pasó a coordinar al partido Semilla en el Distrito Central (municipio de la Ciudad de Guatemala). Para las las elecciones legislativas de 2023 ocupó el segundo lugar en la Lista Nacional de candidatos al Congreso de la República de Guatemala y resultó electa.El 11 de abril de 2024 obtuvo licencia del Congreso de la República para asumir el cargo de ministra de Ambiente y Recursos Naturales en el Gobierno del Presidente Bernardo Arévalo.

## Vida personal
Orantes está casada con el arquitecto Andreas Lehnhoff, quien también se desempeñó como Ministro de Ambiente y Recursos Naturales en el gabinete de Alejandro Maldonado Aguirre, expresidente de Guatemala.
En 2019, la Comisión Internacional contra la Impunidad en Guatemala presentó una investigación sobre un caso de espionaje y escuchas telefónicas ilegales a miembros del partido Semilla, entre ellos Samuel Pérez Álvarez, Lucrecia Hernández Mack y Ana Patricia Orantes Thomas, presuntamente solicitadas por el entonces ministro de Economía, Acisclo Valladares Urruela. El proceso fue archivado en 2023 por el Ministerio Público dirigido por la fiscal general María Consuelo Porras.